# Bielawki (Kutno)
Bielawki – część miasta Kutna na wschodnich rubieżach miasta, w okolicy ulicy Okólnej.
Do 1976 stanowiły południową część wsi Bielawki. Obecnie ciąg osadniczy ze wsią Bielawski przecina linia kolejowa.

## Historia
Od 1867 w gminie Kutno. W okresie międzywojennym należały do powiatu kutnowskiego w woj. warszawskim. 20 października 1933 utworzono gromadę Bielawki w granicach gminy Kutno, składającą się ze wsi i folwarku Bielawki oraz wsi i folwarku Stara Wieś. 1 kwietnia 1939 wraz z całym powiatem kutnowskim przeniesione do woj. łódzkiego. Podczas II wojny światowej włączone do III Rzeszy.
Po wojnie Bielawki powróciły do powiatu kutnowskiego w województwie łódzkim, jako jedna z 22 gromad gminy Kutno. W związku z reorganizacją administracji wiejskiej jesienią 1954, weszły w skład nowej gromady Kutno, a po jej zniesieniu 29 lutego 1956 – do gromady Bielawki. Gromadę Bielawki  zniesiono 1 lipca 1968, a Bielawki włączono do nowo utworzonej gromady Kutno-Wschód. W 1971 roku wraz ze Starą Wsią liczyły 452 mieszkańców.
Od 1 stycznia 1973 w gminie Kutno jako część sołectwa Bielawki. W latach 1975–1976 miejscowość należała administracyjnie do województwa płockiego.
2 lipca 1976 część Bielawek (a także część Starej Wsi) włączono do Kutna. Poza granicami miasta pozostała główna część Bielawek.